# Klosterheide
Klosterheide ist ein Ortsteil der Gemeinde Lindow (Mark) im Landkreis Ostprignitz-Ruppin im Land Brandenburg. Hier lebten im Jahre 2001 179 Einwohner.

## Geographie
Klosterheide liegt drei Kilometer nördlich von Lindow (Mark). Der Ort liegt inmitten von Wäldern und landwirtschaftlich genutzten Feldern. Westlich von Klosterheide liegt der Gudelacksee.

## Geschichte
Auf einer Halbinsel, etwa zwei Kilometer westlich von Klosterheide gab es eine slawische Siedlung. Funde deuten auf einen Bestand der Siedlung im 11./12. Jahrhundert hin. Die Ortschaft Klosterheide wurde das erste Mal im Jahre 1574 im Lindower Erbregister erwähnt. Der damalige Name war „uff der Kloster Heide“. Im Jahre 1691 gründeten fünf Kolonisten und ein Hirte aus der Schweiz den heutigen Ort. Im Jahre 1752 brannte es im Dorf. Über die Schäden ist nichts weiter bekannt.
Anfang des 20. Jahrhunderts wurde ein Lungensanatorium erbaut. 1953 wurde die LPG Typ I gegründet, die bis 1960 dann in die LPG Typ III „Neues Leben“ umgewandelt wurde. Im Jahre 1967 fusionierte diese LPG mit der LPG „Vorwärts“ aus Lindow (Mark).

## Denkmäler
In Klosterheide gibt es mehrere Denkmäler. Vier sind hier aufgeführt.

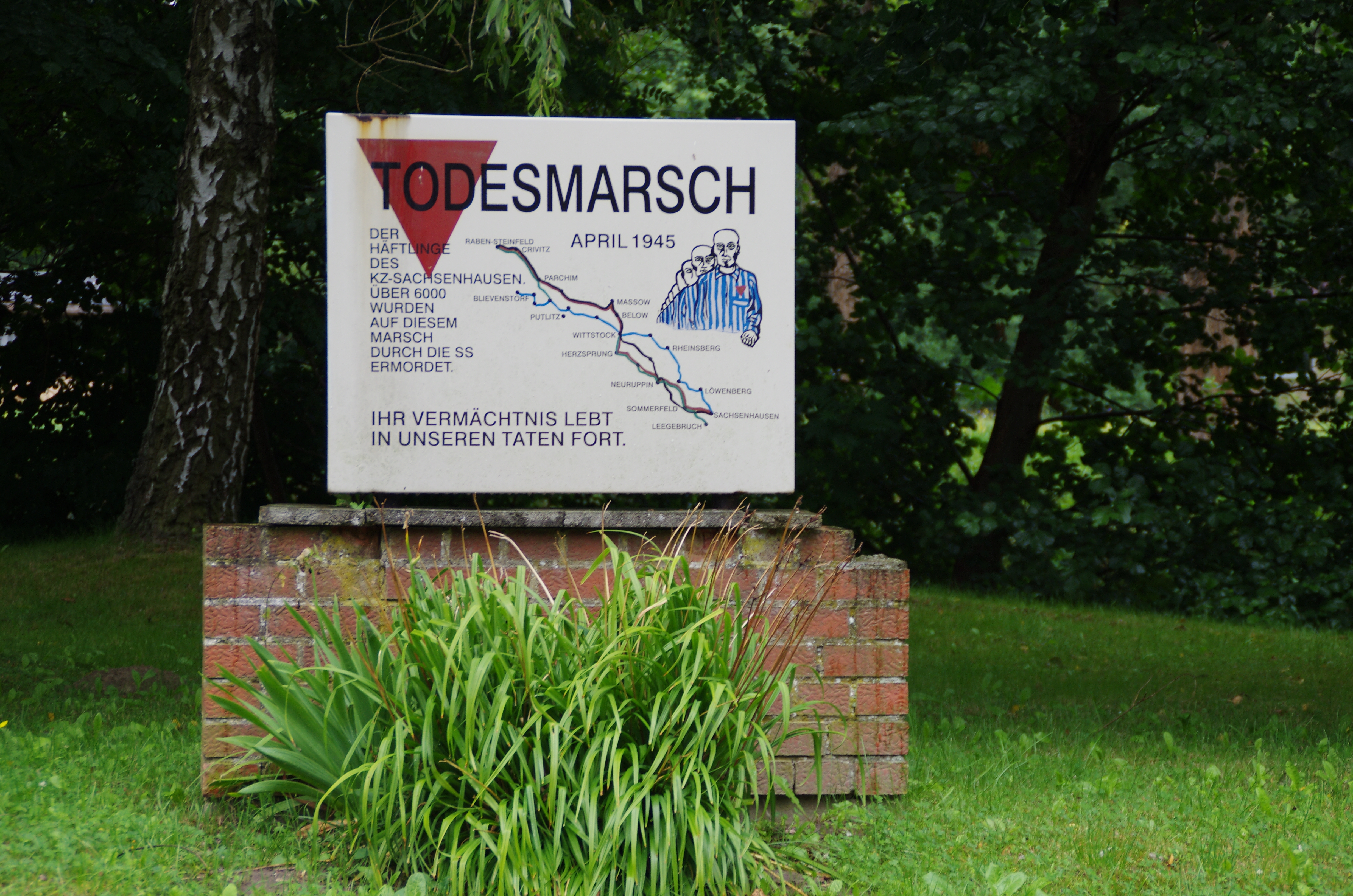
Gedenktafel an den Todesmarsch

Der Rosenhof liegt am Gudelacksee in einem Waldgebiet westlich von Klosterheide. Die Anlage Rosenhof besteht aus einem zweigeschossigen Landhaus mit Seitenflügeln und einem Park. Das Haus wurde 1928 von dem Unternehmer Wilhelm Zoellner nach einem Entwurf des Architekten Otto Rudolf Salvisberg erbaut. Zoellner war Mitbegründer und bis 1933 Vorstandsmitglied der Zoellner-Werke AG für Farben- und Lackfabrikation vormals S. H. Cohn in Berlin-Neukölln. Im Jahre 1936 ging der Besitz an Fritz Jay über, der das Haus von 1936 bis 1938 durchgreifend umbauen ließ. Die Fassade ist seitdem im Stil des Neobarock gehalten. Die drei mittleren Achsen bilden einen Risalit, in der Mitte befindet sich der Eingang unter einem Altan mit Säulen. Das Eingangsgewände aus Travertin wurde vom ursprünglichen Bauwerk übernommen. Das Anwesen gehört heute Lothar und Nina von Maltzahn († 2022). Der 4 Hektar große Park wurde von der Gartenarchitektin Gabriella Pape gestaltet; in ihm finden sich zahlreiche Skulpturen, unter anderem von Will Ryman, Philippe Berry und Claude Lalanne.
In der Klosterheider Straße an der Ecke Kramnitzer Weg befindet sich eine Gedenktafel für die Opfer des Todesmarschs von Häftlingen des Konzentrationslagers Sachsenhausen, die am 21. April 1945 in Klosterheide umkamen. Die Tafel wurde 1976 aufgestellt. Die Inschrift lautet: „Todesmarsch April 1945 der Häftlinge des KZ Sachsenhausen. Über 6000 wurden auf diesem Marsch durch die SS ermordet. Ihr Vermächtnis lebe in unseren Taten fort.“
Das Stallgebäude Klosterheide Straße 14 steht unter Denkmalschutz. Das Wohnhaus des ehemaligen Vierseithofes wurde 1752 erbaut. Es ist ein zweigeschossiges, traufständiges Haus mit einem Satteldach. Das Stallgebäude wurde 1890 erbaut.
Das Klinikum Klosterheide wurde ab 1910 als Lungensanatorium erbaut. Heute gehört das Klinikum zur Ruppiner Kliniken GmbH. In den 1930er Jahren wurde die Klinik zu einem der Hauptorte des Lebensborn e. V., einer nationalsozialistischen Organisation. Die Häuser B und G wurden 1910 erbaut, die Häuser A, D und F im Jahre 1940.

## In Klosterheide geborene Persönlichkeiten
- Dieter Stellmacher (* 1939), Philologe und Hochschullehrer
- Volker Liche (* 1941), Flottillenadmiral
- Jimmi D. Paesler (* 1942), Maler